# 伊莉莎白·法蘭西絲卡 (奧地利-托斯卡納)
伊莉莎白·法蘭西絲卡（德語：Elisabeth Franziska，1892年1月27日—1930年1月29日），奧地利皇帝法蘭茲·約瑟夫一世的外孫女。

## 家庭
1912年，伊莉莎白·法蘭西絲卡和格奧爾格·瓦爾德堡-采爾和霍恩埃姆斯（Georg von Waldburg zu Zeil und Hohenems）結婚，兩人共有1子3女：
1. 瑪麗·瓦萊麗（1913年—2011年）
2. 克蕾門汀（1914年—1941年）
3. 伊莉莎白（1917年—1979年）
4. 法蘭茲·約瑟夫（1927年出生）